# Foire de Metz
La foire de Metz est la fête foraine de Metz.

## Historique
La foire se situait, en 1730, sur la place du Champ-à-Seille et les arcades, ensuite elle fut établie sur le quartier de la Ville Neuve, mais elle fut peu fréquentée à cause de son éloignement, elle revint à l'Esplanade et s'installa en 1807 vers le palais de Justice.
La Révolution n’arrêta par la foire, néanmoins les charpentiers eurent l'ordre de stopper et de démolir les constructions en août 1792. En 1818, plusieurs commerçants souhaitaient que la foire se déplace vers la place de la Comédie, conduisant au déplacement de celle-ci à l'endroit souhaité jusqu'en 1833 avant de revenir à sa place initiale. En 2020, la foire fut annulée à cause de la pandémie de Covid-19.

## Description
Elle se déroule tous les ans au mois de mai, au Centre International des Congrès et Foires Expositions, rue de la Grange-aux-Bois à Metz.
La foire présente près de 150 manèges et attractions,. C'est l'une des plus grandes de tout l'Est de la France après la Grande Foire de Nancy, avec ses 60 000 m2 de manèges et d'attractions pour petits et grands, elle dure trois semaines,.